# المجاعة الفارسية الكبرى (1870–1872)

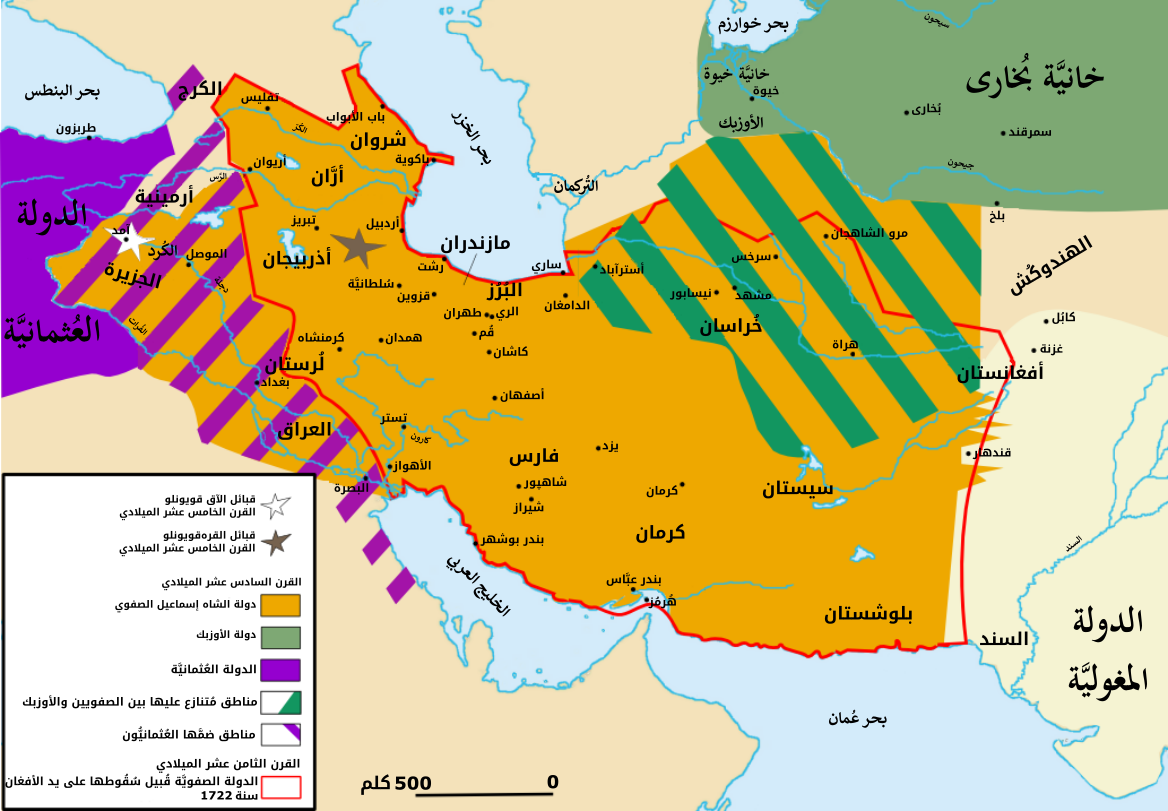
بلاد فارس

كانت المجاعة الفارسية الكبرى 1870-1872 فترة من الجوع والمرض الجماعي في بلاد فارس بين عامي 1870 و 1872. إنها أعظم مجاعة موثقة في التاريخ الإيراني، وقد أثرت تقريبًا علي البلد بأكملها، إلا أن بعض المدن تمكنت من تجنب الكارثة، بما في ذلك شارود وكرمان وبيرجاند.

## الأسباب والعوامل المساهمة
يعلق كزافييه دي بلانول على أن المجاعة كانت نتيجة «كوارث مناخية مختلطة أصبحت أسوأ بسبب سوء الإدارة والعوامل البشرية».
يؤكد شوكو أوكازاكي أن عامين متتاليين من الجفاف الشديد كانا العامل الرئيسي ويرفض أن الزيادة في إنتاج الأفيون والقطن قد ساهمت في المجاعة. كما يلوم «كبار المسؤولين البيروقراطيين، ومالكي الأراضي، وتجارالحبوب، والمسؤولين الدينيين رفيعي المستوى الذين شاركوا في تخزين السلع والتلاعب بالسوق». يؤيد السبب الأخير كورماك أو جرادا.
سارت البلاد الإيرانية نحو التدهور بسبب سياسة ناصر الدين شاه المالية وتبذيره، وكذلك عمالة رئيس وزرائه أو الصدر الأعظم أقا خان نوري التي كانت من العوامل الرئيسة التي أوقعت البلاد في اضطرابات استغلتها المؤسسات الأجنبية لمصلحتها، فظهرت المعارك بين الناس على الخبز في مدن طهران وشيراز بسبب تلك المجاعة المروعة. وكان إعطاء الأجانب امتيازات كبيرة أحد العوامل المهمة لتدهور الأوضاع والتذمر والنقمة على الحكومة. فازداد طلب السوق الأوروبي من القطن والتبغ والأفيون الفارسي، وكذلك قدمت زيادة الاستهلاك المحلي الهائل على التبغ فرصا استثمارية لملاك الأراضي، حيث تحولوا إلى زراعة المحاصيل النقدية بدلا من المحاصيل الزراعية. فساهم ابعاد السلع الزراعية في المجاعة المروعة التي اجتاحت بلاد فارس سنوات 1869-1871م، وراح ضحيتها نحو مليون شخص حسب بعض التقديرات، أو نحو سدس سكان إيران، وعدت أسوأ كارثة تصيب إيران في القرن التاسع عشر.